# Dovjok, Zinkiv
Dovjok (în ucraineană Довжок) este un sat în comuna Liutenski Budîșcea din raionul Zinkiv, regiunea Poltava, Ucraina.

## Demografie
Componența lingvistică a localității Dovjok
     Ucraineană (95,45%)
     Rusă (4,55%)
Conform recensământului din 2001, majoritatea populației localității Dovjok era vorbitoare de ucraineană (95,45%), existând în minoritate și vorbitori de rusă (4,55%).